# ميان جاوية (حومة بم)
میان جاویة (بالفارسية: میان جاویه) هي قرية تقع في إيران في منطقة مركزية ريفية.